# Blera yudini
Blera yudini är en tvåvingeart som beskrevs av Barkalov 1991. Blera yudini ingår i släktet stubblomflugor, och familjen blomflugor. Inga underarter finns listade i Catalogue of Life.